# Montigny (Loiret)
Montigny és un municipi francès, situat al departament del Loiret i a la regió de Centre – Vall del Loira. L'any 2007 tenia 270 habitants.

## Demografia

### Població
El 2007 la població de fet de Montigny era de 270 persones. Hi havia 95 famílies, de les quals 13 eren unipersonals (4 homes vivint sols i 9 dones vivint soles), 30 parelles sense fills, 39 parelles amb fills i 13 famílies monoparentals amb fills.
La població ha evolucionat segons el següent gràfic:
Habitants censats

### Habitatges
El 2007 hi havia 118 habitatges, 102 eren l'habitatge principal de la família, 6 eren segones residències i 9 estaven desocupats. Tots els 118 habitatges eren cases. Dels 102 habitatges principals, 97 estaven ocupats pels seus propietaris, 1 estava llogat i ocupat pels llogaters i 4 estaven cedits a títol gratuït; 3 tenien dues cambres, 18 en tenien tres, 30 en tenien quatre i 51 en tenien cinc o més. 84 habitatges disposaven pel capbaix d'una plaça de pàrquing. A 35 habitatges hi havia un automòbil i a 61 n'hi havia dos o més.

### Piràmide de població
La piràmide de població per edats i sexe el 2009 era:
| Homes | Edats   | Dones |
| ----- | ------- | ----- |
| 0     | 95 o +  | 0     |
| 0     | 90 a 94 | 0     |
| 0     | 85 a 89 | 8     |
| 0     | 80 a 84 | 4     |
| 16    | 75 a 79 | 0     |
| 8     | 70 a 74 | 12    |
| 4     | 65 a 69 | 0     |
| 8     | 60 a 64 | 8     |
| 8     | 55 a 59 | 0     |
| 0     | 50 a 54 | 8     |
| 8     | 45 a 49 | 4     |
| 24    | 40 a 44 | 16    |
| 4     | 35 a 39 | 8     |
| 4     | 30 a 34 | 0     |
| 4     | 25 a 29 | 16    |
| 0     | 20 a 24 | 4     |
| 8     | 15 a 19 | 4     |
| 12    | 10 a 14 | 16    |
| 0     | 5 a 9   | 12    |
| 8     | 0 a 4   | 12    |

## Economia
El 2007 la població en edat de treballar era de 167 persones, 132 eren actives i 35 eren inactives. De les 132 persones actives 127 estaven ocupades (68 homes i 59 dones) i 5 estaven aturades (4 homes i 1 dona). De les 35 persones inactives 13 estaven jubilades, 17 estaven estudiant i 5 estaven classificades com a «altres inactius».

### Ingressos
El 2009 a Montigny hi havia 92 unitats fiscals que integraven 250 persones, la mediana anual d'ingressos fiscals per persona era de 18.437 €.

### Activitats econòmiques
Dels 3 establiments que hi havia el 2007, 1 era d'una empresa de construcció, 1 d'una empresa de serveis i 1 d'una empresa classificada com a «altres activitats de serveis».
L'únic servei als particulars que hi havia el 2009 era una fusteria.
L'any 2000 a Montigny hi havia 12 explotacions agrícoles que ocupaven un total de 584 hectàrees.

## Poblacions més properes
El següent diagrama mostra les poblacions més properes.